# Russian River (Pazifischer Ozean)
Der Russian River ist ein etwa 177 Kilometer langer Fluss im US-Bundesstaat Kalifornien.
Der Russian River entspringt im Mendocino County einige Kilometer nördlich der von ihm durchflossenen Ortschaften Redwood Valley und Calpella. Anschließend fließt er südwärts vorbei an Ukiah und Hopland. 
Anschließend durchläuft er durch das Sonoma County, in dem er  Cloverdale, Asti und Geyserville passiert und durch Healdsburg verläuft. Nachdem der Fluss westlich vorbei an Windsor geflossen ist, knickt er bei Forestville nach Westen ab. 
Dann fließt er unter anderem über Guerneville, Monte Rio und Duncans Mills nach Bridgehaven, um nahe Jenner von Osten kommend in den Pazifik zu münden. 
Der Russian River entwässert ein Einzugsgebiet von rund 3.846 km².